# آخرین سرقت (فیلم تلویزیونی)
آخرین سرقت یک فیلم تلویزیونی محصول سال ۱۳۸۷ به کارگردانی، نویسندگی و تهیه‌کنندگی محمدحسین حقیقی می‌باشد که از شبکه یک پخش شد.
این تله فیلم پلیسی، داستان شخصی به نام امیر (با بازی ابوالفضل پورعرب) را روایت می‌کند. وی که مدت‌ها در زندان بوده، پس از آزادی به سراغ اموالی می‌رود که قبلاً آنها را دزدیده و در جایی پنهان کرده بود. امیر قصد دارد اموال مسروقه را به صاحبان شان برگرداند اما در این مسیر با زنی به نام حمیرا آشنا می‌شود و….

## بازیگران
- ابوالفضل پورعرب در نقش امیر
- نسرین مقانلو
- محمد کاسبی
- رضا آشتیانی
- رحمان باقریان
- حافظ احمدی
- اولدوز منصور
- انوشیروان ارجمند
- امیرحسین داودی